# Piotr Radzikowski
Piotr Radzikowski (ur. 1944 w Samborze, zm. 26 lipca 2003 w Karpatach Wschodnich, Rumunia) – polski historyk i politolog.

## Życiorys
Młodość spędził w Krakowie. W latach 1961–1966 odbył studia z zakresu historii na Uniwersytecie Jagiellońskim. Pracę magisterską poświęconą postaci cesarza Lucjusza Domicjusza Aureliana przygotował pod kierunkiem Józefa Wolskiego. Na UJ podjął również studia prawnicze, zakończone w 1968 roku uzyskaniem przezeń tytułu zawodowego magistra. Rozprawę doktorską pt. Antykomunistyczna ekspansja ideologiczna Stanów Zjednoczonych w Afryce 1960–1972, której promotorem był Henryk Kocój, obronił w 1978 na Wydziale Nauk Politycznych Uniwersytetu Śląskiego w Katowicach. Stopień naukowy doktora habilitowanego uzyskał w 1984 roku na Uniwersytecie im. Adama Mickiewicza w Poznaniu w oparciu o rozprawę Partie komunistyczne krajów Europy Zachodniej wobec kapitalistycznej integracji gospodarczej i politycznej kontynentu (1957–1980). Postanowieniem Prezydenta RP z 18 czerwca 1998 otrzymał tytuł naukowy profesora nauk humanistycznych.
Po uzyskaniu doktoratu podjął pracę na stanowisku adiunkta w Śląskim Instytucie Naukowym w Katowicach. W 1983 roku został zatrudniony w Akademii Górniczo-Hutniczej w Krakowie. Związany był z Instytutem Nauk Politycznych – w latach 1985–1986 pełnił funkcję zastępcy dyrektora ds. naukowych, natomiast od 1988 do 1991 roku był jego dyrektorem. Przejściowo prowadził również wykłady w Wyższej Szkole Pedagogicznej w Rzeszowie (1986–1987). W 1990 roku podjął pracę w Instytucie Historii na Wydziale Humanistycznym Wyższej Szkoły Pedagogicznej w Kielcach. Od 1991 kierował Zakładem Historii Polski po 1945 roku, a później Zakładem Historii Powszechnej po II Wojnie Światowej.
Zajmował się stosunkiem zachodnioeuropejskich partii lewicowych do wspólnot europejskich oraz dziejami krajów afrykańskich. Badał również XX-wieczne Włochy. Współpracował z węgierskim Uniwersytetem w Miszkolcu, czeskim Uniwersytetem Ostrawskim i niemiecką Akademią we Freibergu. W latach 1987–1988 był stypendystą włoskiego ministerstwa spraw zagranicznych. Od 1985 uczestniczył w pracach Komisji Nauk Politycznych Oddziału PAN w Krakowie. Wypromował dwóch doktorantów (Włodzimierz Batóg i Mariusz Nowak).
Zginął w lipcu 2003 roku podczas podróży krajoznawczej w Karpatach Wschodnich (Rumunia).

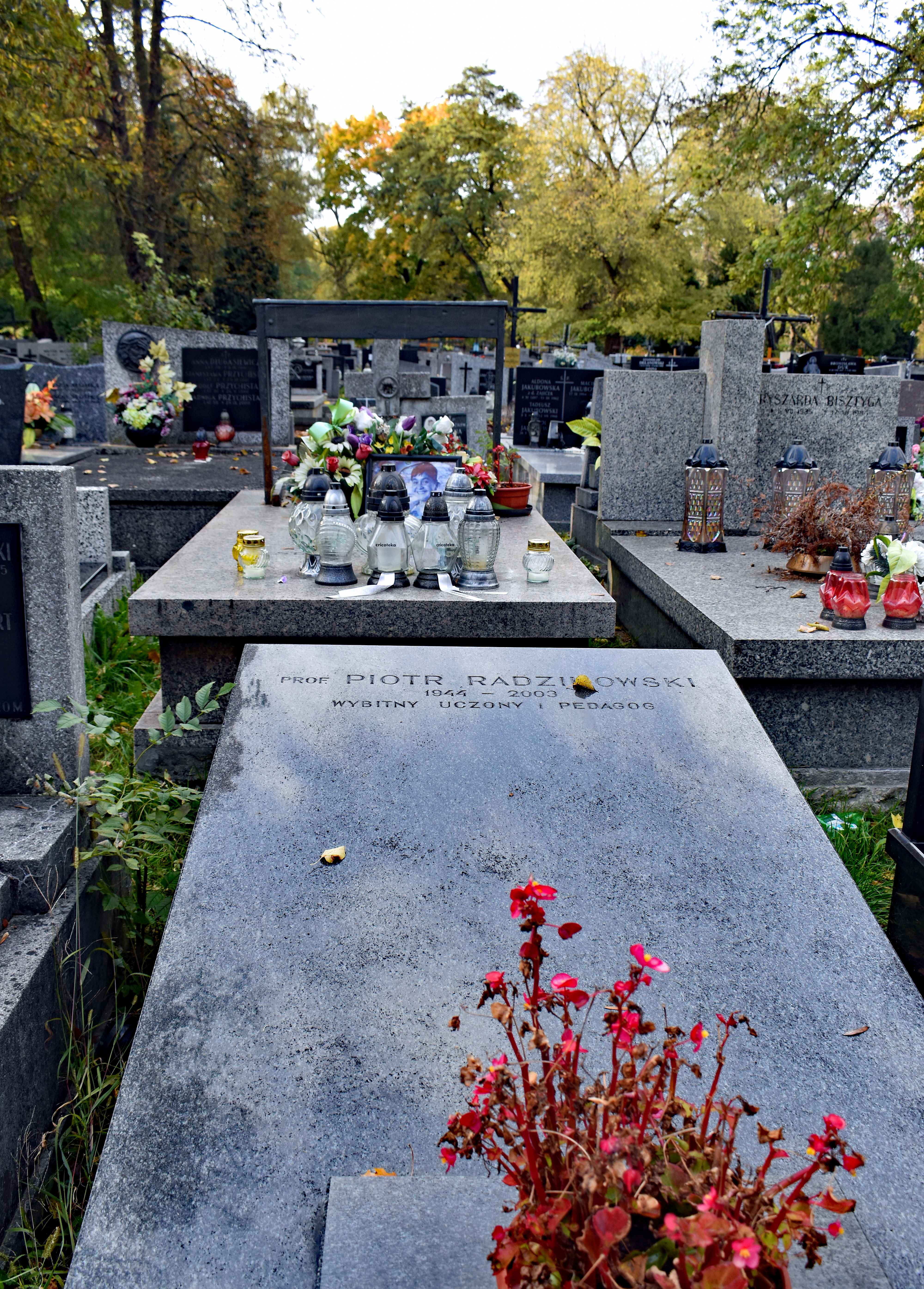
Cmentarz Rakowicki.
Grób Piotra Radzikowskiego.

## Wybrane publikacje
- Partie komunistyczne krajów Europy Zachodniej wobec kapitalistycznej integracji gospodarczej i politycznej kontynentu. 1957–1980, Katowice 1983
- Od antyfaszyzmu do eurolewicy. Giorgio Amendola – działacz i teoretyk Włoskiej Partii Komunistycznej, Warszawa 1988
- Od stalinizmu do socjaldemokracji. Komunizm włoski 1945–1991, Kielce 1996
- Historia powszechna 1945–1994, wyd. 3 popr. i uzup., Kielce 1996